# Katarzyna Pancer
Katarzyna Wanda Pancer (ur. 29 kwietnia 1967) – polska wirusolożka, kierowniczka Laboratorium BSL3 Narodowego Instytutu Zdrowia Publicznego – Państwowego Zakładu Higieny. 

## Życiorys
Katarzyna Pancer ukończyła studia biologiczne na Wydziale Biologii Uniwersytetu Warszawskiego (1991). Uzyskała także dyplomat specjalisty I stopnia w zakresie mikrobiologii (1998) oraz diagnosty laboratoryjnego. W 2000 doktoryzowała się w Państwowym Zakładzie Higieny w dziedzinie nauk medycznych, dyscyplina – biologia medyczna, specjalność – mikrobiologia, przedstawiając pracę Wybrane właściwości taksonomiczne i biologiczne szczepów Vibro cholerae non-01 izolowanych z próbek wody z rzeki Bug (promotor – Hanna Stypułkowska-Misiurewicz). W 2018 habilitowała się na II Wydziale Lekarskim Warszawskiego Uniwersytetu Medycznego na podstawie dorobku naukowego, w tym dzieła Zagrożenie legionelozą jako zdrowotny problem także w Polsce.
W latach 1991–1994 pracowała jako młodsza asystentka w Pracowni Bakteriologii Państwowego Szpitala Klinicznego Akademii Medycznej w Warszawie. Od 1994 związana zawodowo z Narodowym Instytutem Zdrowia Publicznego – Państwowym Zakładem Higieny, najpierw w Zakładzie Bakteriologii, a od 2007 w Zakładzie Wirusologii. Awansowała na stanowisko asystentki (1998), adiunktki (2001) oraz kierowniczki Laboratorium BSL3 (2010).
Zajmuje się opracowywaniem metod i procedur diagnostycznych mających na celu wykrywanie zakażeń patogenami wysoce niebezpiecznymi (m.in. wirusem Ebola, Marburg, Denga, koronawirusy MERS i SARS czy enterowirus D-68).
Członkini od 1995 Polskiego Towarzystwa Mikrobiologów, w tym w składzie komisji rewizyjnej, oraz Polskiego Towarzystwa Wirusologicznego.